# 돌산 군관청
돌산 군관청(突山 軍官廳)은 대한민국 전라남도 여수시 돌산읍에 위치해 있는 조선의 건축물이다. 또한 돌산 군관청은 1987년 9월 18일 전라남도의 유형문화재 제155호로 지정되었다.

## 개요
조선 전기에 지어 해안 방비를 담당하였던 방답진의 [군관청이다. 방답진은 전라좌수영에 속해 있던 것으로 중종 18년(1523)에 설치됐고, 고종 32년(1895)에 폐지되었다. 1896년 돌산군이 설치되면서 건물의 대부분이 돌산군 행정관아로 사용되었다. 관청을 지은 것은 1872년∼1895년 무렵으로 추정되며, 고종 9년(1872)에 쓴 『방답진지도』에는 현재의 위치에 배를 두었던 곳이 있었던 것으로 나타나 이후에 관청이 지어진 것으로 보인다.
ㄷ자형 평면구성이며 지붕은 옆면에서 볼 때 지붕선이 여덟 팔(八)자 모양과 비슷한 팔작지붕이다. 각 실은 여러 개의 방으로 구성되어 있으며, 건물 주위에는 막돌 담장이 둘러져 있다.
현재 돌산군 군내리 일대에는 옛 방답진의 축성과 문터, 배 만들었던 곳, 비석 등이 남아있어 바다 방어의 중요한 역할을 했음을 보여주고 있다. 관청 건물은 일반적인 ㄷ자형 건물이지만 관아건축이 흔하지 않다는데 그 가치가 있다.

## 참고 자료
- 돌산군관청 - 국가유산청 국가유산포털